# Plofsluis
De Plofsluis of keersluis bij Jutphaas is een onderdeel van de Nieuwe Hollandse Waterlinie.
De Plofsluis diende om bij oorlogsdreiging snel het Amsterdam-Rijnkanaal af te dammen om te voorkomen dat het water uit de omliggende gebieden bij inundatie via het kanaal zou wegstromen. In 1934 begon men met de bouw van het Amsterdam-Rijnkanaal, dat een verruiming en gedeeltelijke vervanging van het Merwedekanaal inhield. Door de aanleg zou een hiaat in de Waterlinie ontstaan. De Plofsluis vormde hiervoor een oplossing, die aan de ene kant het scheepvaartverkeer niet zou hinderen en aan de andere kant het kanaal snel zou kunnen afsluiten.
De Plofsluis is in principe een bijzondere keersluis, die niet toegankelijk is voor autoverkeer, en wordt blijkens het naambordje ook Heemstederbrug genoemd. Het is wereldwijd de enige grootschalige keersluis die door ontploffing geactiveerd wordt. Wel bestaan er kleinere constructies volgens hetzelfde werkingsprincipe, de zogenaamde plofduikers. 
Boven het Amsterdam-Rijnkanaal ligt een reeks van vijf betonnen compartimenten met een relatief zwakke bodem. In de bakken kon ongeveer 40.000 ton zand, grind of puin worden opgeslagen. Bij oorlogsdreiging werd de bodem opgeblazen, waardoor de inhoud in het Amsterdam-Rijnkanaal zou storten. Het kanaal werd hierdoor afgesloten en het inundatiewater kon niet wegstromen. De sluis is zo ontworpen, dat de zijkanten zouden blijven staan bij de ontploffing, zodat de bodem hersteld kon worden om de sluis nogmaals te gebruiken. Hij is uiteindelijk nooit geactiveerd.
De sluis is ongeveer 70 meter lang, 40 meter breed en 8,5 meter hoog. De bodem lag circa 6 meter boven het kanaalpeil. Het bouwwerk kent één centrale, langgerekte, afgeronde betonnen brugpijler met aan weerszijden een doorvaartopening en eveneens zware betonnen landhoofden. In 1937 werd met de bouw van deze sluis begonnen. De sluis was nog niet klaar toen de Tweede Wereldoorlog in Nederland uitbrak, maar hij is in 1942 voltooid met hulp van de Duitse bezetters. Bij de plofsluis werden vier gietstalen koepelkazematten met afwachtingsruimte en een wanddikte van 17 centimeter gebouwd voor de verdediging van het werk.

## Kanaal omgelegd
Het Amsterdam-Rijnkanaal werd in 1952 voltooid. Gaandeweg bleek dat de vernauwing van het kanaal bij de plofsluis een obstakel vormde voor moderne binnenvaartschepen. Vanwege de kosten die gemoeid zouden zijn met het afbreken van de constructie werd in 1981 het kanaal ter plaatse om de sluis heen gegraven. Een deel van de Batterijen aan de Overeindseweg, een ouder verdedigingswerk in de Nieuwe Hollandse Waterlinie, is hierbij verdwenen.
De plofsluis is nog steeds te zien boven het Amsterdam-Rijnkanaal ter hoogte van Nieuwegein en staat bij de scheepvaart ook wel bekend als "het betonnen blok". 2-Kegelschepen dienen om bij de sluis te mogen overnachten eerst een ligplaats te reserveren en als dat niet is gebeurd mogen er 1-kegelschepen ligplaats nemen en overnachten.
Sinds februari 1978 heeft schietsportvereniging Ultrajectum de beschikking over deze locatie waar enkele overdekte schietbanen zijn gerealiseerd.
Het Waterliniepad loopt langs de plofsluis. Sinds 2015 is er een fietsbrug naast de Plofsluis. Deze brug werd geopend door Tour de France-directeur Christian Prudhomme.

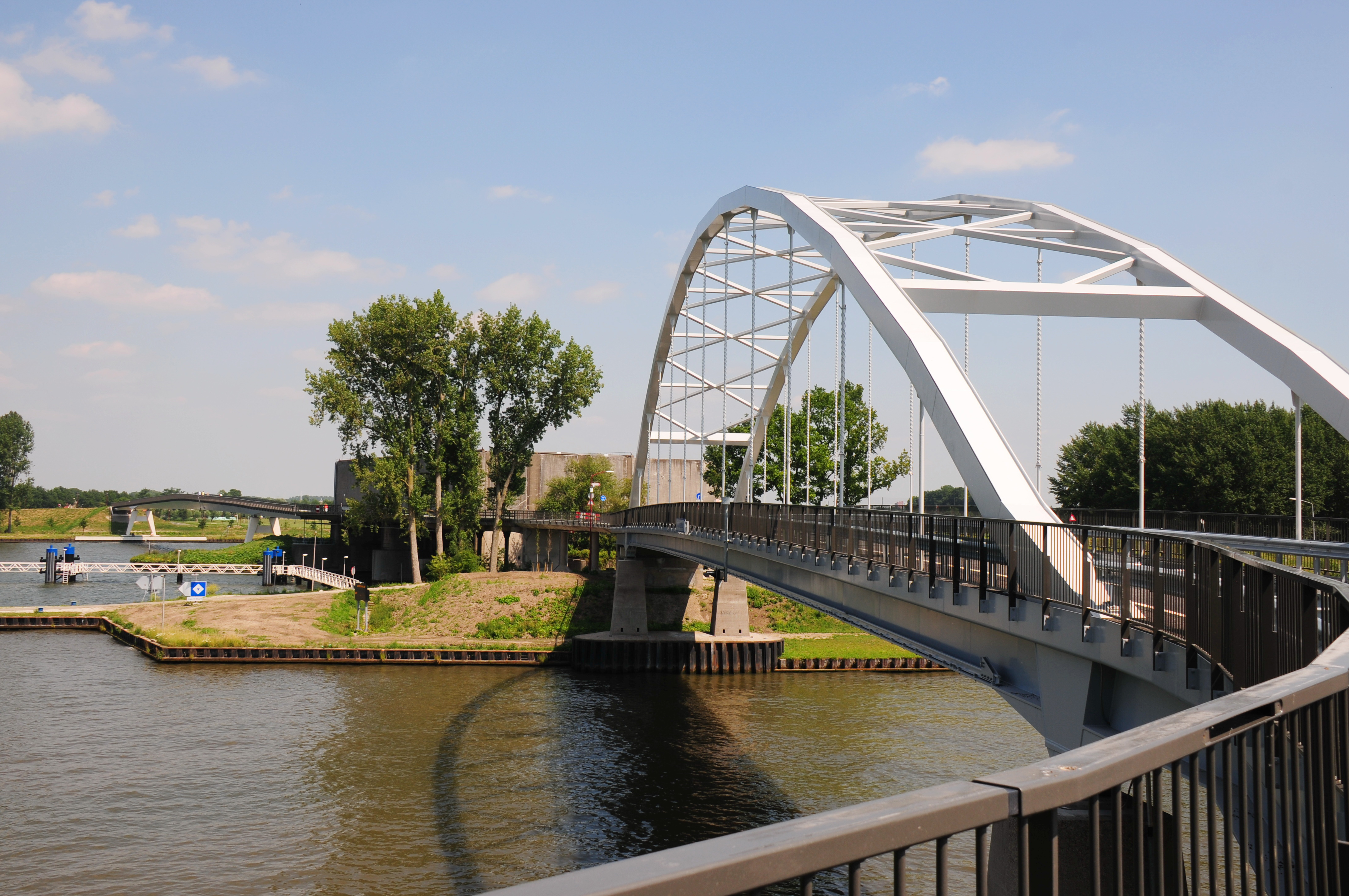
Plofsluis met bruggen
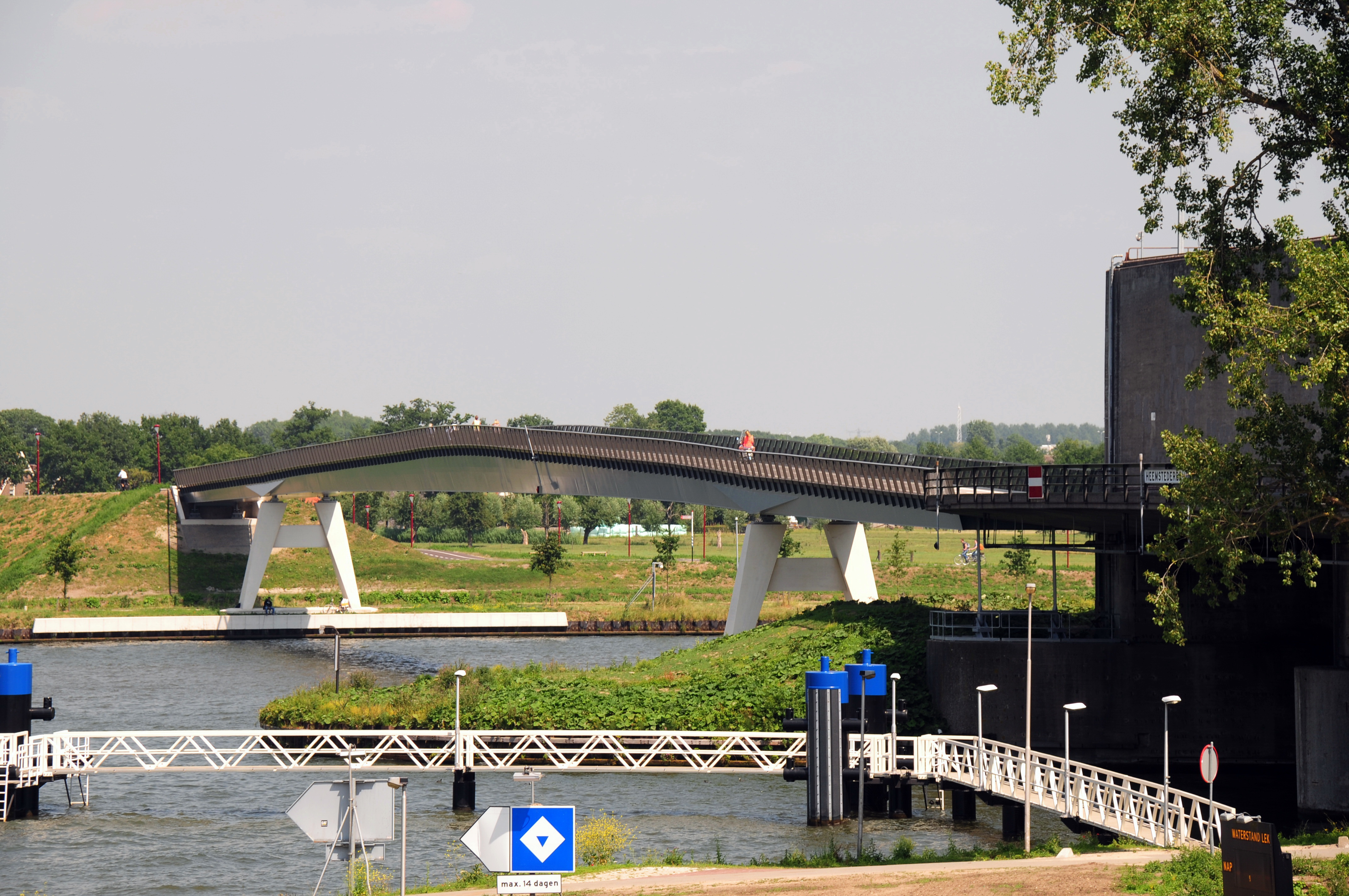
Fietsbrug